# Cipo de Perugia
El cippo perugino o cipo de Perugia es una estela en piedra travertina descubierta en el collado de San Marcos (Perugia) en 1822.  Contiene, grabados sobre sus dos caras, un centenar de palabras del idioma etrusco en cuarenta y seis líneas. Describe un acto jurídico y es el texto más extenso conocido en ese idioma en lo que se refiere al derecho. Se trata de un contrato establecido entre dos familias (la Velthina de Perugia y la Afuna de Chiusi) a propósito de las lindes o límites de sus dominios respectivos, con las designaciones de las partes, las leyes invocadas y los dignatarios que las hacen aplicar.
Le está consagrada una sala en el Museo Arqueológico Nacional de Umbría con la transcripción del texto en un cuadro sinóptico.

## Texto íntegro

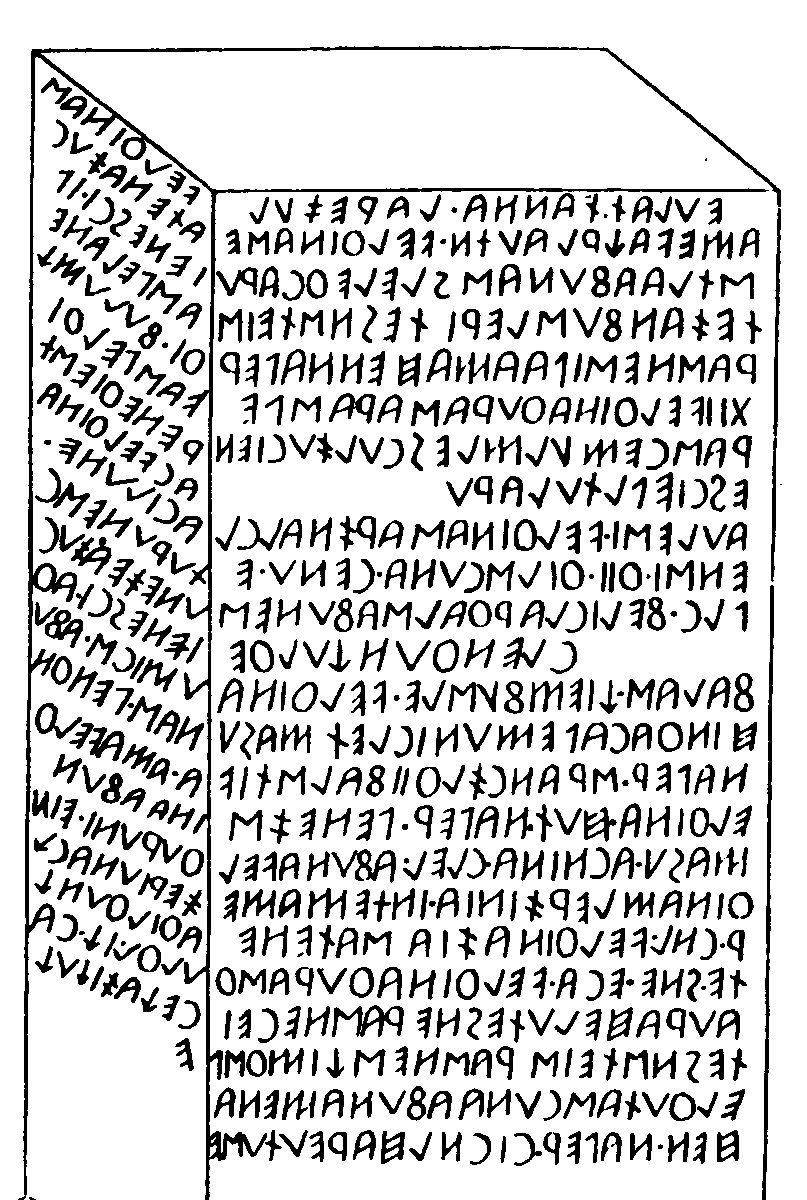
Transcripción

Cara anterior:
eurat tanna larezul ame vaχr.
Lautn . Velθina-ś, eśtla Afuna-s, sleleθc aru ::tezan,
fuśle-ri tesn-ś tei-ś Raśne-ś ipa ama hen.
Naper XII (12) Velthina θuraś araś,
pe raścemulml escul, zuci en esci epl, tularu.
Auleśi, Velθina-ś Arznal, clenśi,
θii θil ścun'a cenu, eplc felic Larθal-ś Afune-ś,
clen, θunχ ulθe fala-ś.
Χi=em fuśle, Velθina hinθa cape, municlet, masu,
naper śran . ctl, θii falśti.
Veltina hut naper penez-ś masu.
Acnina clel Afuna, Velθina mler zinia.
Intemame r cnl Velθina zia śatene tesne,
Eca Velθina θuraś θaura hel-u tes ne Raśne cei.
Tesn-ś tei-ś Raśne-ś χimθ, śpel θuta ścun'a, Afuna mena hen.
Naper ci (3) cnl hare utuśe.
Cara posterior:
Velθina śatena zu ci en esci ipa spel ane-θi fulum-χva.
spel-θi, re ne-θi.
Estac Velθina, acil-un-e, turune, ścu-n-e.
Zea zu ci en esci aθumi=cś.
Afuna-ś penθn-a ama.
Velθina, Afun[a]θuruni ein zeri, una cla θil θunχulθ-l.
Iχ ca ceχa ziχuχe.
Suplementado para la palabra clel hallada en la cabecera de la inscripción de Tumba Golini 1 en Orvieto.
me'ch'l um rasneas clevsinsl: zila'ch'nve pulum (stars).
rumitrinei : ma?ce . clel . lu?[
Suplementado para el vocablo naper, de un cipo hallado en Volterra.
l : titesi :cale 's'i
cina : c's' : mes [monte] tle's'
[mes, monte en español, mese en italiano]
hu'th' [six]: naper' lescan
letem : 'th'ui :
ara's'a : 'th'en  tma
se : laei  :  tre  c's'
'th'en's't : me  ua'th'a
Suplementado desde el Liber Linteus Columna X por comparación
para las palabras aru, ame, ipa, θuta, cnl, ama.
5 aru’s’ . ame .  acnesem . ipa . se’th’umati . siml’ch’a
6  ‘th’ui . turve . acil . ham’ph’e’s’ . lae’s’ . sulu’s’i
7 ‘th’uni . ‘s’er’ph’ue . acil . ipei . θuta . cnl . ‘ch’a’s’ri
8 he’ch’z . sul . sc  vetu (carpintero=Latin Faber). ca’th’nis . ::‘s’canin . vei’th’a
9 Ipe . ipa . ma’th’cva ‘ . ama . trinum (tres). hetrn . acl’ch’n

## Composición del texto

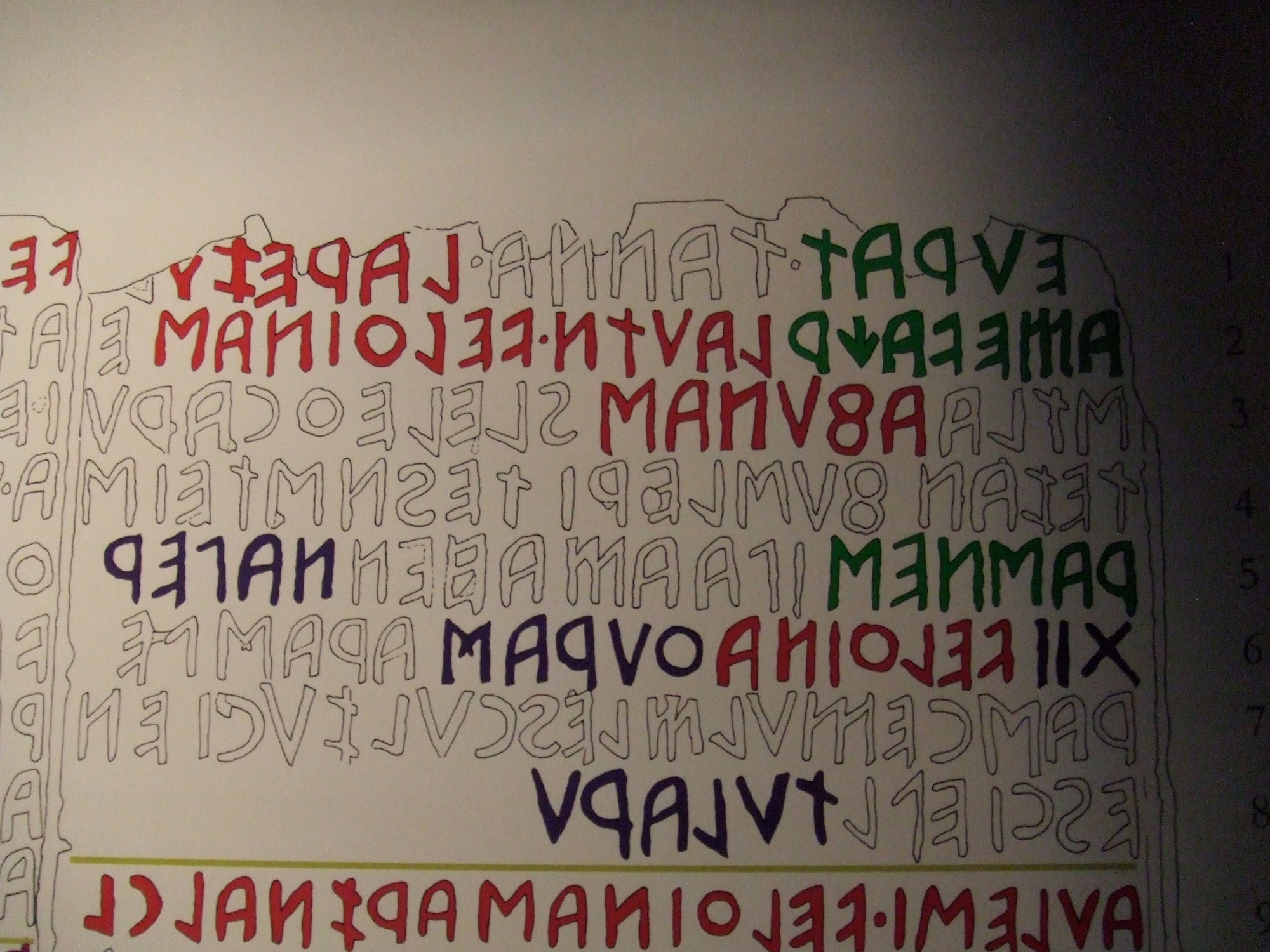
Fragmento de la transcripción del texto

La inscripción está redactada en alfabeto etrusco (escrito de derecha a izquierda) en uso en la Etruria septentrional entre los siglos III y II antes de Cristo. La cara frontal posee 24 líneas y la lateral izquierda 22.
La cara principal se encuentra dividida en cuatro párrafos o parágrafos con cortes en las líneas 8, 11 y 19. La primera línea está centrada, y posee caracteres más grandes que las otras y la línea 12 contiene una pausa a la derecha que hace suponer en la línea siguiente el debido complemento.
El inscriptor escribió el final de la línea decimotercera en el borde derecho de la decimosegunda desplazándose a la izquierda, según una costumbre de escribas bien conocida que reaparece en el Liber Linteus Zagrabiensis, cuya función es no traicionar el contenido de la frase.
Sobre el flanco izquierdo, línea novena, hay escrita la corrección de un error por referencia a los renglones del documento original. Aquí las palabras se han separado por un punto, mientras que, sobre la cara frontal, la misma costumbre del punto parece más bien señalar una cierta medida o escansión métrica entre los nombres de personas, las fórmulas etcétera.

## Sentido del texto
El acto jurídico referido se concertó entre las familias de unos Velthina (de Perugia) y unos Afuna (escrito ANV8A) (de Chiusi), sobre el reparto y uso de una propiedad sobre la cual se encontraba una tumba de los miembros de la familia de los Velthina, con los detalles siguientes:
- Líneas 1-2: se menciona el nombre del juez  ([t]eurat) Larth Rezu, en presencia del cual está acordado o firmado (ame) un acuerdo o pacto (vachr) entre ambas familias.
- Línea  5: se hace referencia al concepto de «etrusco» o «público»  (rasnes), una fuente de derecho que fundamenta el acto jurídico.
- Líneas 5-6: la palabra naper lleva el número XII, que indica probablemente la medida de la superficie.
- Línea 8: expresa la noción de frontera, límite o linde (tularu).
- Líneas 20-21: aluden a la tumba de los Velthina (Velthinathuras thaura). La inscripción concluye sobre la cara izquierda del cipo con la expresión verbal  «ha sido escrita» (zichuche), validando el texto del acuerdo.

## Galería

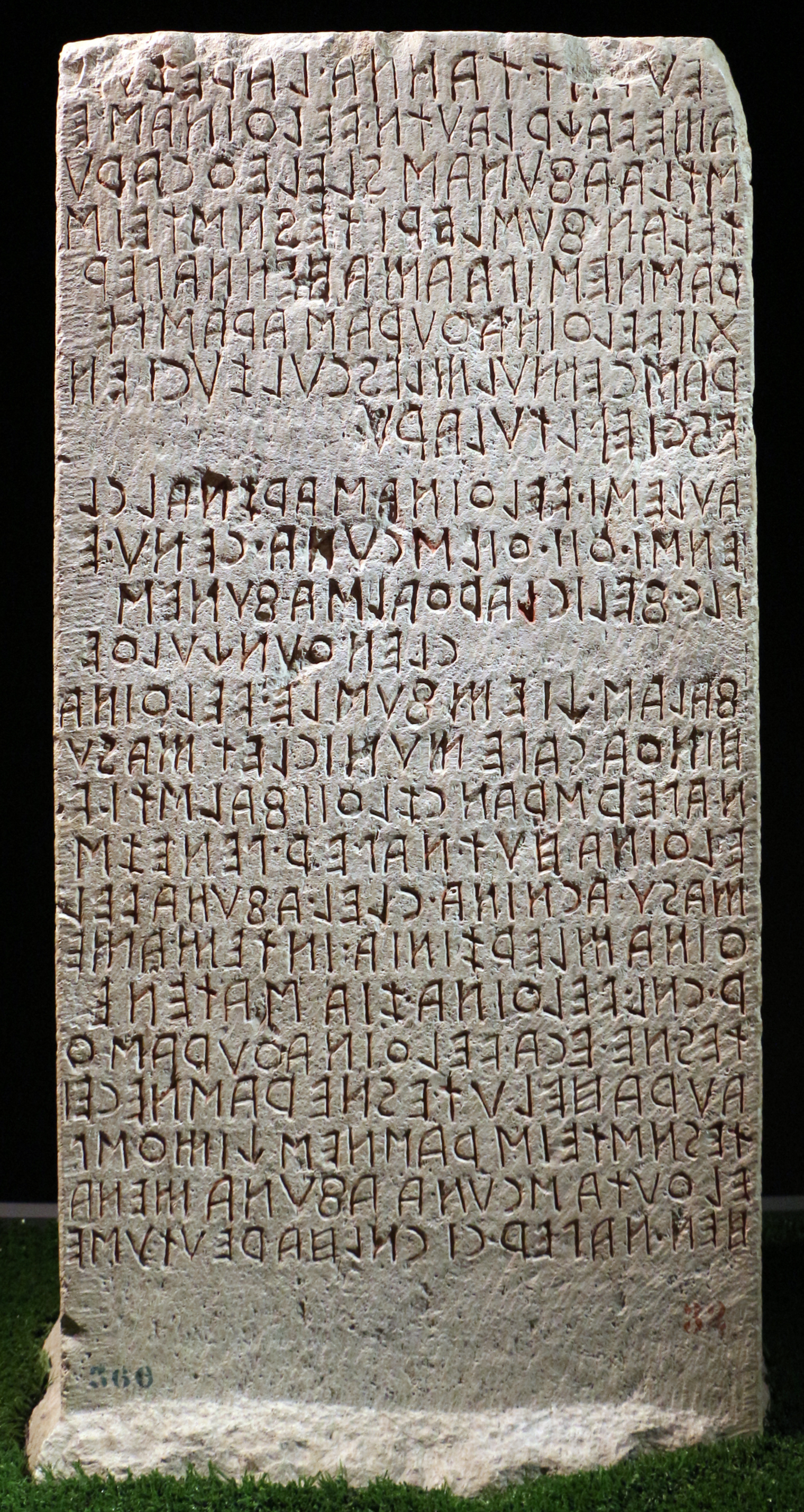
Cara delantera
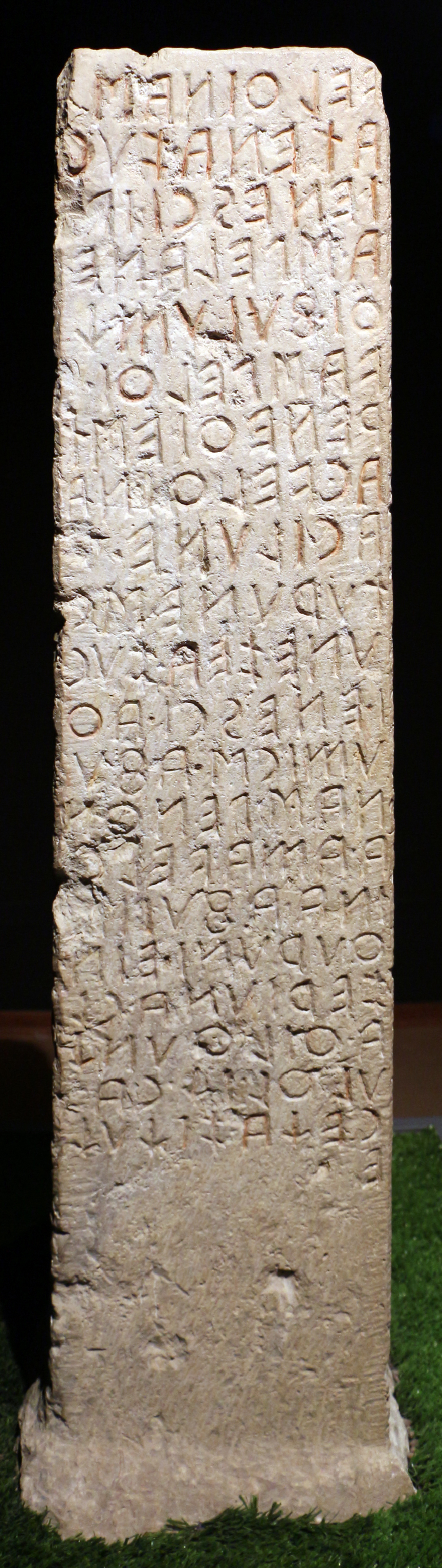
Cara lateral